# Agrilus obscurilineatus
Agrilus obscurilineatus es una especie de insecto del género Agrilus, familia Buprestidae, orden Coleoptera.
Fue descrita científicamente por Vogt, 1949.